# Indianapolis Motor Speedway
De Indianapolis Motor Speedway is een circuit gelegen in Speedway, ten noordwesten van Indianapolis in de Verenigde Staten. Oorspronkelijk was het alleen een ovaal circuit, later werd er een binnencircuit aangelegd dat verbonden is met een deel van het ovale circuit. Het circuit is in de eerste plaats bekend om de Indianapolis 500, een wedstrijd die voor de eerste keer gereden werd in 1911.

## Geschiedenis
Op 19, 20 en 21 augustus 1909 werden er voor het eerst autoraces gehouden op het circuit, georganiseerd door de American Automobile Association. Mede doordat de baan aangelegd was met gemalen steen en teer, bleek de ondergrond erg onveilig. Er vielen vijf doden tijdens de races. Zakenman Carl G. Fisher, een van de investeerders van het circuit, zorgde ervoor dat het circuit een andere ondergrond kreeg. Het circuit werd geplaveid met 3,2 miljoen kasseien en zo kreeg het circuit zijn bijnaam, brickyard. Het circuit werd in 1936 gedeeltelijk geasfalteerd en toen het circuit in 1961 volledig geasfalteerd werd, bleven er nog drie rijen over van de originele stenen aan de start en finish lijn.
Op 1 november 1927 werd het circuit gekocht door autocoureur, auto-ontwerper en Amerikaans piloot uit de Eerste Wereldoorlog, Eddie Rickenbacker, die het circuit runde totdat het gesloten werd in 1941. Na de Tweede Wereldoorlog wilde Rickenbacker het circuit verkopen. Het was tijdens de oorlog in verval geraakt en toen Wilbur Shaw, die voor de oorlog drie keer de Indy 500 gewonnen had, zag in welke staat het circuit zich bevond, begon hij mensen aan te schrijven in een poging het circuit te redden. Hij vond zakenman Tony Hulman, die bereid was om het circuit op te knappen. Hij bracht in de loop der jaren veel verbeteringen aan. Hulman overleed in 1977. Hulmans kleinzoon Tony George nam de taken over tot hij in 2009 ontslag nam als CEO, de speedway blijft wel in handen van de Hulman familie.
Het circuit is een National Historic Landmark sinds 1987.

## Indianapolis 500

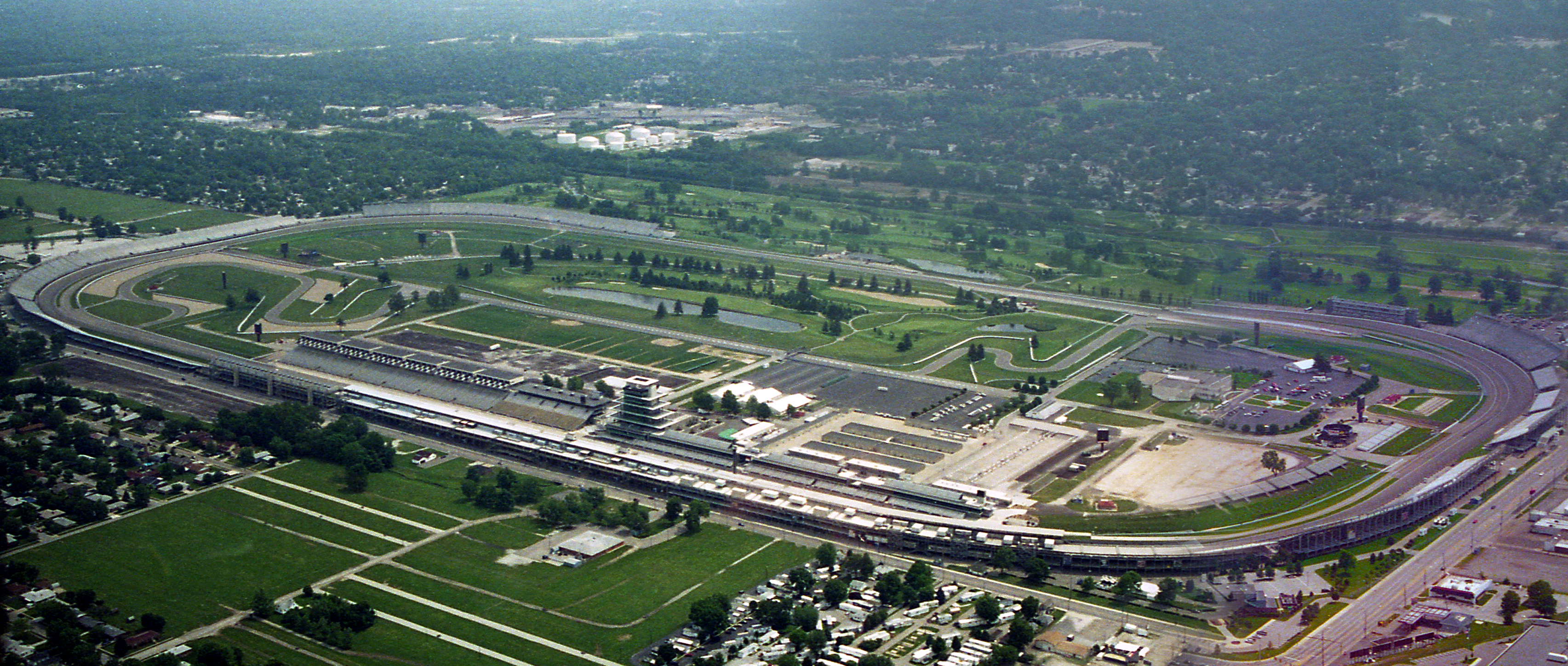
Beeld van de Indianapolis Motor Speedway

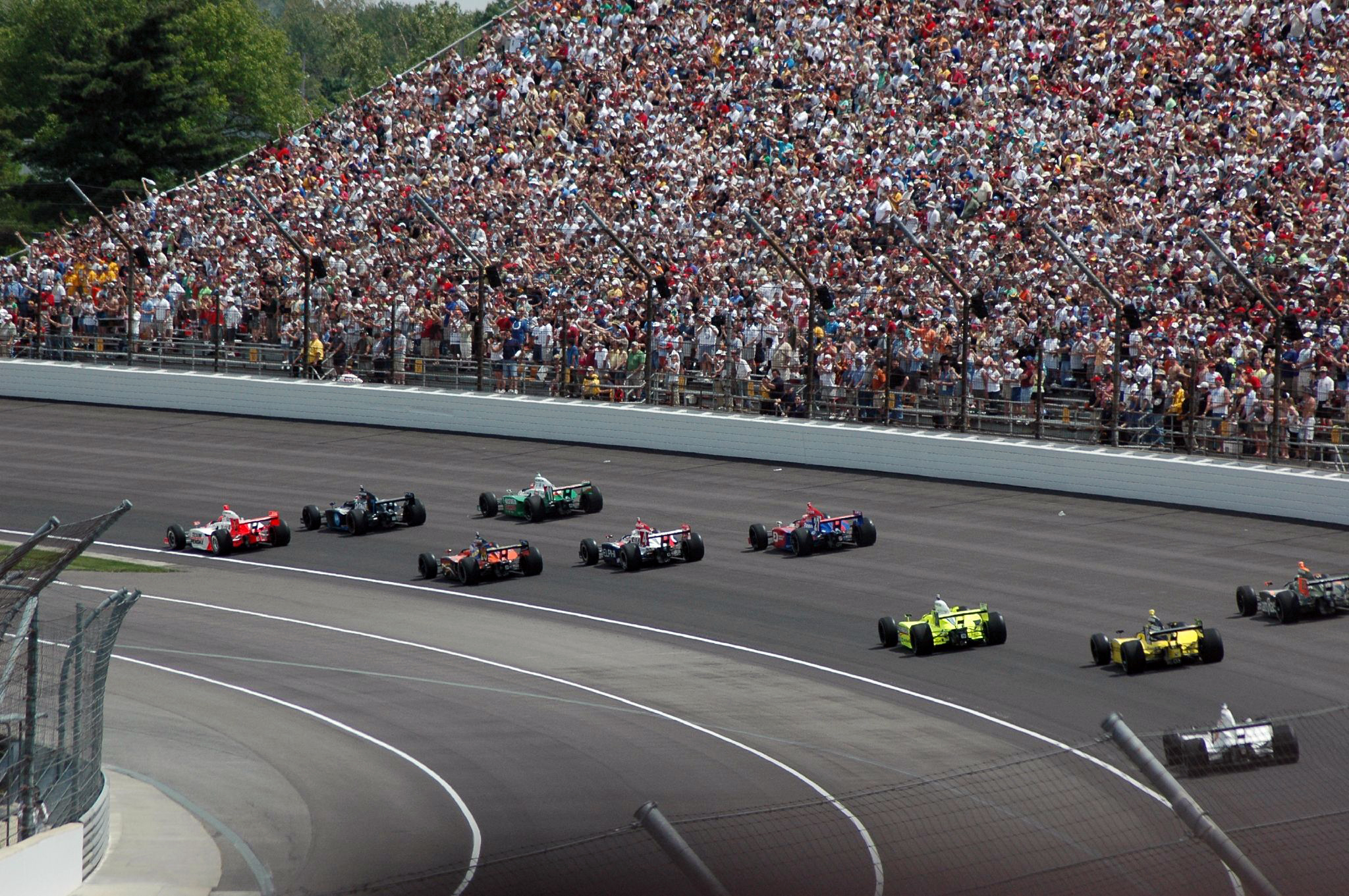
Indianapolis 500 in 2008.

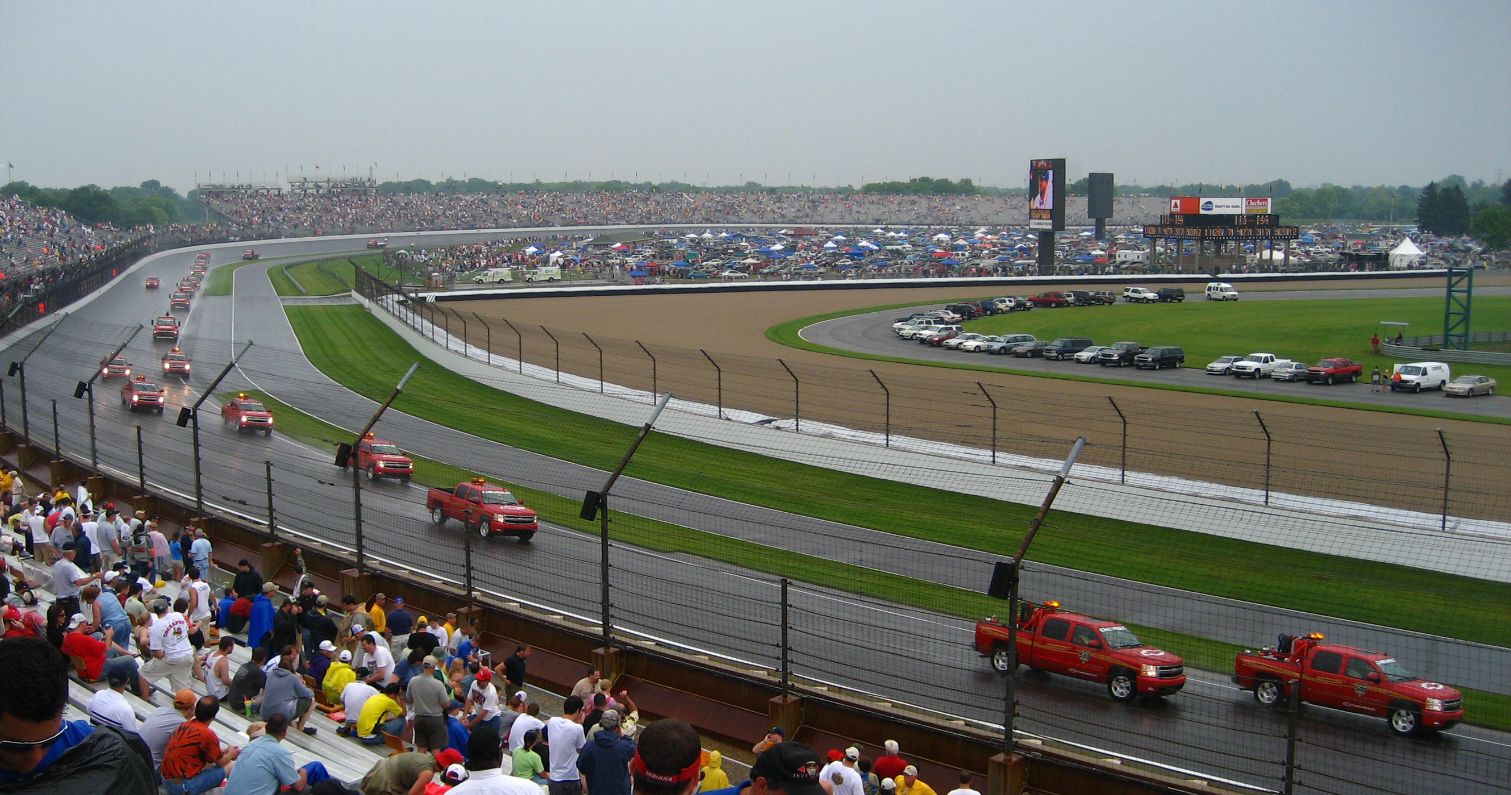
Regen tijdens de Indy 500 in 2007.

De eerste Indianapolis 500 werd gehouden in 1911 en werd gewonnen door Ray Harroun. Vanwege de Eerste Wereldoorlog werd de race van 1916 ingekort tot 300 mijl en werd er in 1917 en 1918 geen race gehouden. Tommy Milton won de race in 1921 en 1923 en werd daarmee de eerste coureur die op de Indianapolis Motor Speedway twee keer kon winnen. Louis Meyer won in 1928, 1933 en 1936 en werd daarmee de eerste drievoudige winnaar. Ook de Tweede Wereldoorlog zorgde ervoor dat er niet geracet kon worden. A.J. Foyt won in 1961, 1964, 1967 en 1977 en werd zo de eerste viervoudige winnaar, een record dat later geëvenaard werd door Al Unser, Rick Mears en Hélio Castroneves. Emerson Fittipaldi was de eerste niet-Amerikaan die de race twee keer kon winnen. De Braziliaan won de race in 1989 en 1993. Nederlands coureur Arie Luyendyk won de race eveneens twee keer, in 1990 en 1997 en is recordhouder van de gereden snelste ronde tijdens vrije trainingen en kwalificaties, alsook de snelste gemiddelde snelheid tijdens een volledige race. Braziliaan Hélio Castroneves won de race vier keer, in 2001, 2002, 2009 en 2021.

## Formule 1

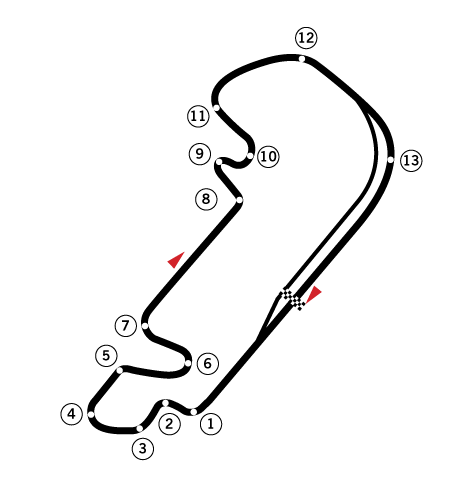
Lay-out van het Formule 1-circuit.

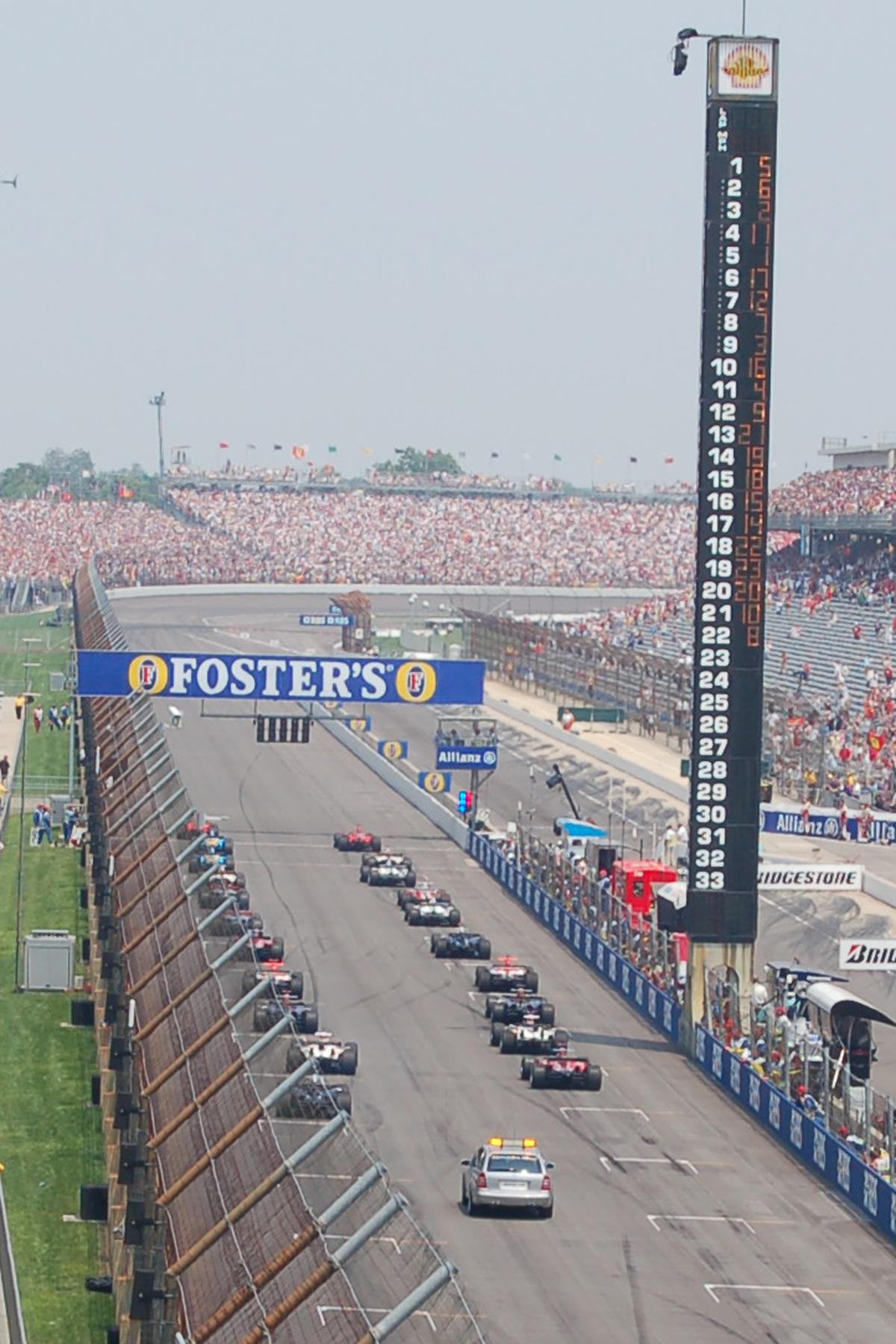
Start van de grand prix in 2006.

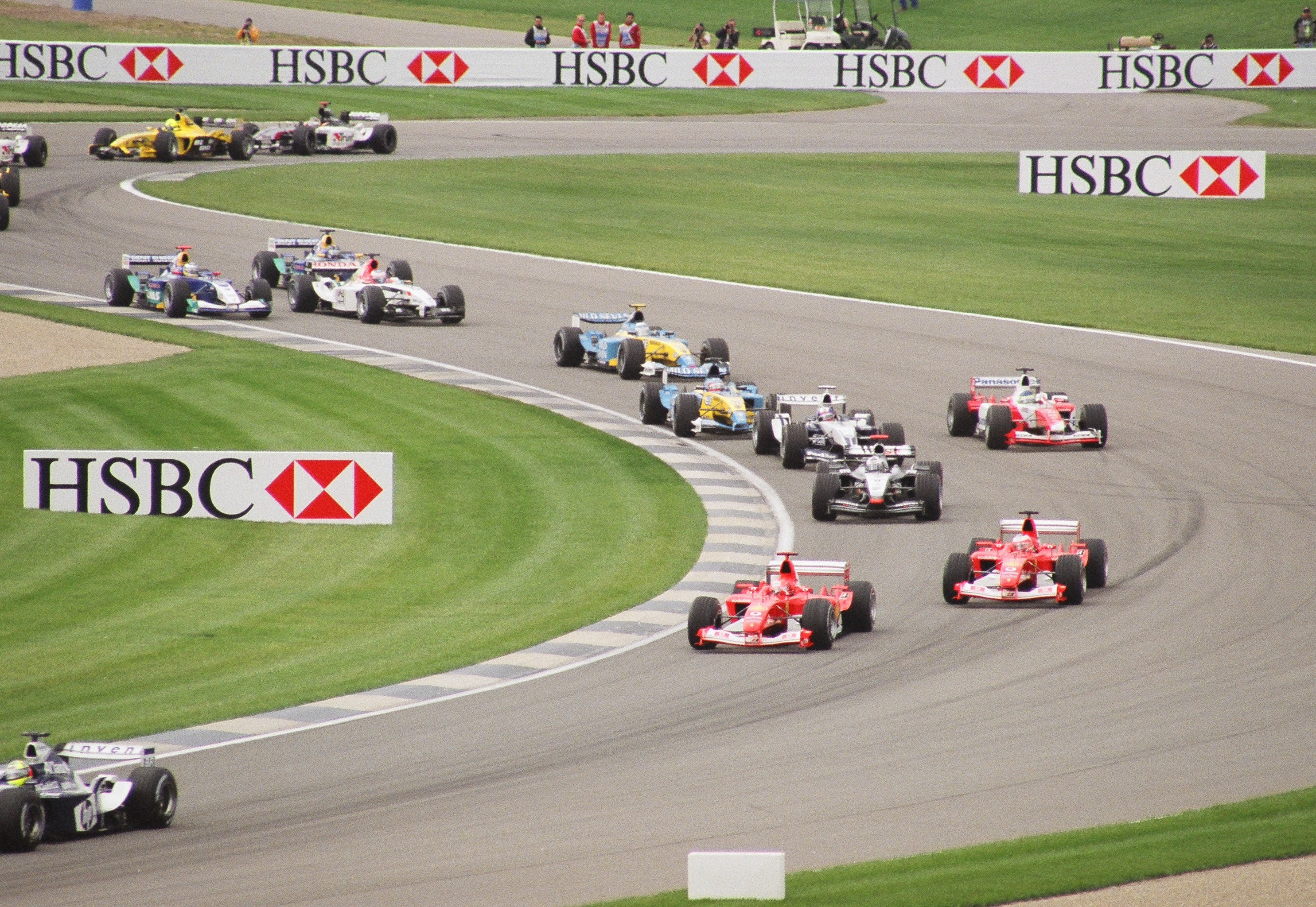
Grand prix van 2003.

Bij de start van het wereldkampioenschap Formule 1 werd beslist om de Indianapolis 500 te laten meetellen in de stand van het kampioenschap. Dat betekende echter niet dat de Formule 1-coureurs, die hun races voor het grootste deel in Europa reden, naar de Verenigde Staten reisden om de race te rijden. De Formule 1-coureurs bleven gewoon in Europa en reden vanaf 1953 af en toe buiten Europa, maar nooit kwamen ze naar Indianapolis tijdens die eerste jaren en de Amerikaanse rijders bleven gewoon hun races rijden in hun thuisland. Ook al stond de Indy 500 op het Formule 1 programma, de race werd nooit als een "Grand Prix" beschouwd. In 1960 werd de Indy 500 voor de laatste keer opgenomen in de eindstand van het Formule 1-kampioenschap.
Een eerste echte Grand Prix Formule 1 werd op het circuit gehouden tijdens het kampioenschap van 2000. De races werden gehouden op een deel van het ovale circuit en verder op een binnencircuit, dat aangelegd is binnenin het ovale gedeelte. De eerste race werd gewonnen door Michael Schumacher. Tijdens de vrije trainingen voor de race van 2005 crashte Ralf Schumacher met zijn Toyota zwaar tegen de muur, veroorzaakt door een probleem met de banden. Daarop besliste bandenfabrikant Michelin dat hun banden ongeschikt waren en niet veilig genoeg. Er werd voorgesteld om op het snelle deel van het circuit een chicane in te bouwen, maar er kon geen overeenstemming worden bereikt en de race startte met enkel zes wagens, de Ferrari's, de Jordans en de Minardi's, die met Bridgestone-banden reden. Het zorgde voor heel wat controverse en ontevredenheid. Na deze race werd er nog twee jaar gereden op de speedway waarna de Grand Prix van de Verenigde Staten van de kalender werd gevoerd.

## Andere races
- De "Firestone Freedom 100" is een race uit de Indy Lights die elk jaar op vrijdag voor de Indy 500 gereden wordt.
- Vanaf 1994 wordt er op het circuit jaarlijks de "Brickyard 400" gereden, een race uit de NASCAR Sprint Cup-kalender.
- Vanaf 2008 wordt op het binnencircuit de "Indianapolis motorcycle Grand Prix" uit het MotoGP kampioenschap gereden. De eerste editie werd gewonnen door Valentino Rossi.

## Winnaars en records

### Indianapolis 500

#### Records
| Type                     | Datum       | Rijder        | Tijd             | Snelheid (km/h) |
| ------------------------ | ----------- | ------------- | ---------------- | --------------- |
| vrije training (1 ronde) | 10 mei 1996 | Arie Luyendyk | 37.616s          | 385,052         |
| kwalificatie (1 ronde)   | 12 mei 1996 | Arie Luyendyk | 37.895s          | 382,216         |
| Race (1 ronde)           | 26 mei 1996 | Eddie Cheever | 38.119s          | 379,971         |
| Race (200 ronden)        | 26 mei 2013 | Tony Kanaan   | 2hr 40m 03.4181s | 301,644         |

### Formule 1

#### Winnaars
| Jaar | Coureur            | Team             |
| ---- | ------------------ | ---------------- |
| 2000 | Michael Schumacher | Ferrari          |
| 2001 | Mika Häkkinen      | McLaren-Mercedes |
| 2002 | Rubens Barrichello | Ferrari          |
| 2003 | Michael Schumacher | Ferrari          |
| 2004 | Michael Schumacher | Ferrari          |
| 2005 | Michael Schumacher | Ferrari          |
| 2006 | Michael Schumacher | Ferrari          |
| 2007 | Lewis Hamilton     | McLaren-Mercedes |

#### Records
| Type                     | Datum        | Rijder             | Tijd            | Snelheid (km/h) |
| ------------------------ | ------------ | ------------------ | --------------- | --------------- |
| vrije training (1 ronde) | 19 juni 2004 | Rubens Barrichello | 1m 09.454s      | 217,301         |
| kwalificatie (1 ronde)   | 19 juni 2004 | Rubens Barrichello | 1m 10.223s      | 214,921         |
| Race (1 ronde)           | 20 juni 2004 | Rubens Barrichello | 1m 10.399s      | 214,375         |
| Race (73 ronden)         | 19 juni 2005 | Michael Schumacher | 1hr 29m 43.181s | 204,665         |

### MotoGP

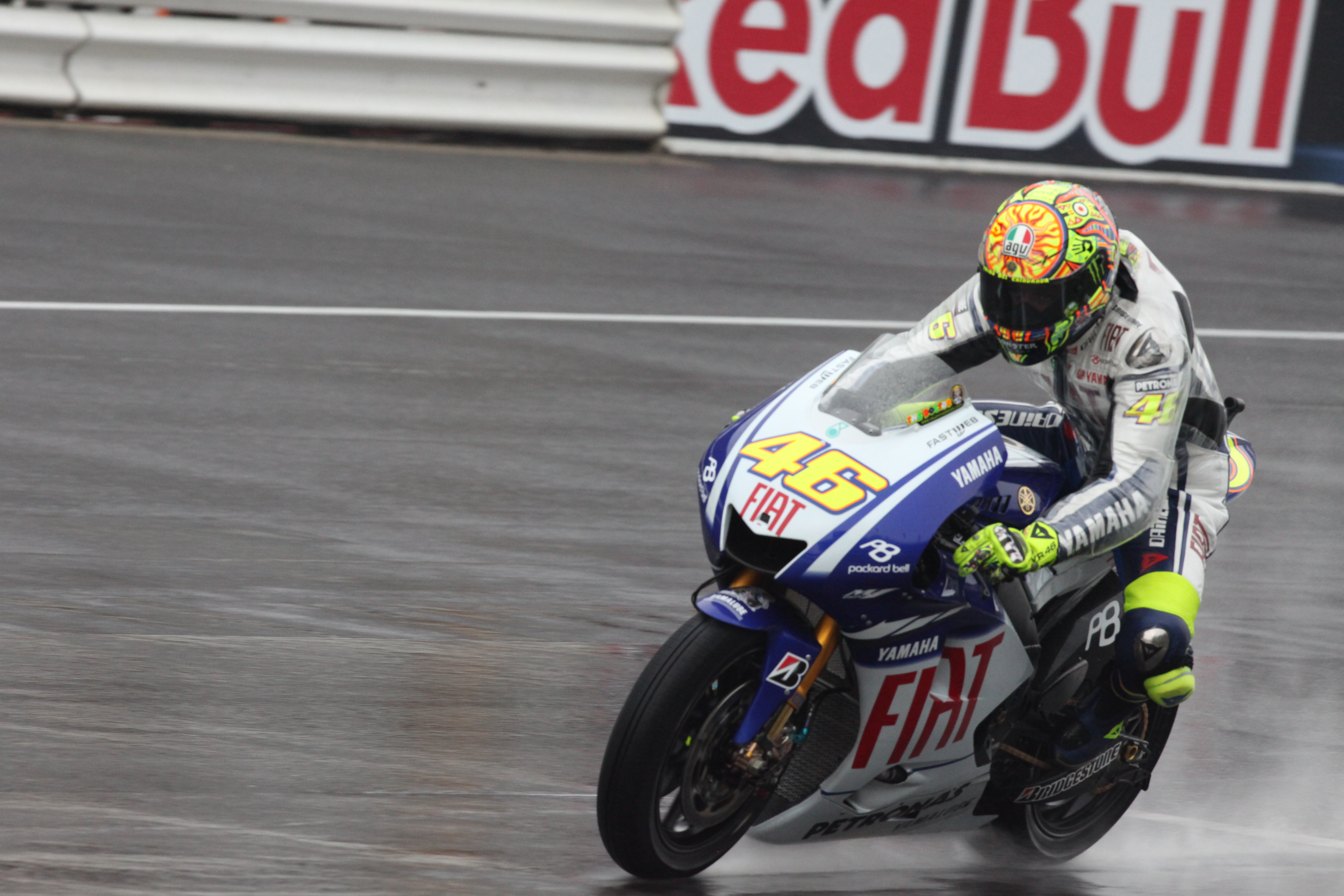
Valentino Rossi op het circuit in 2009.

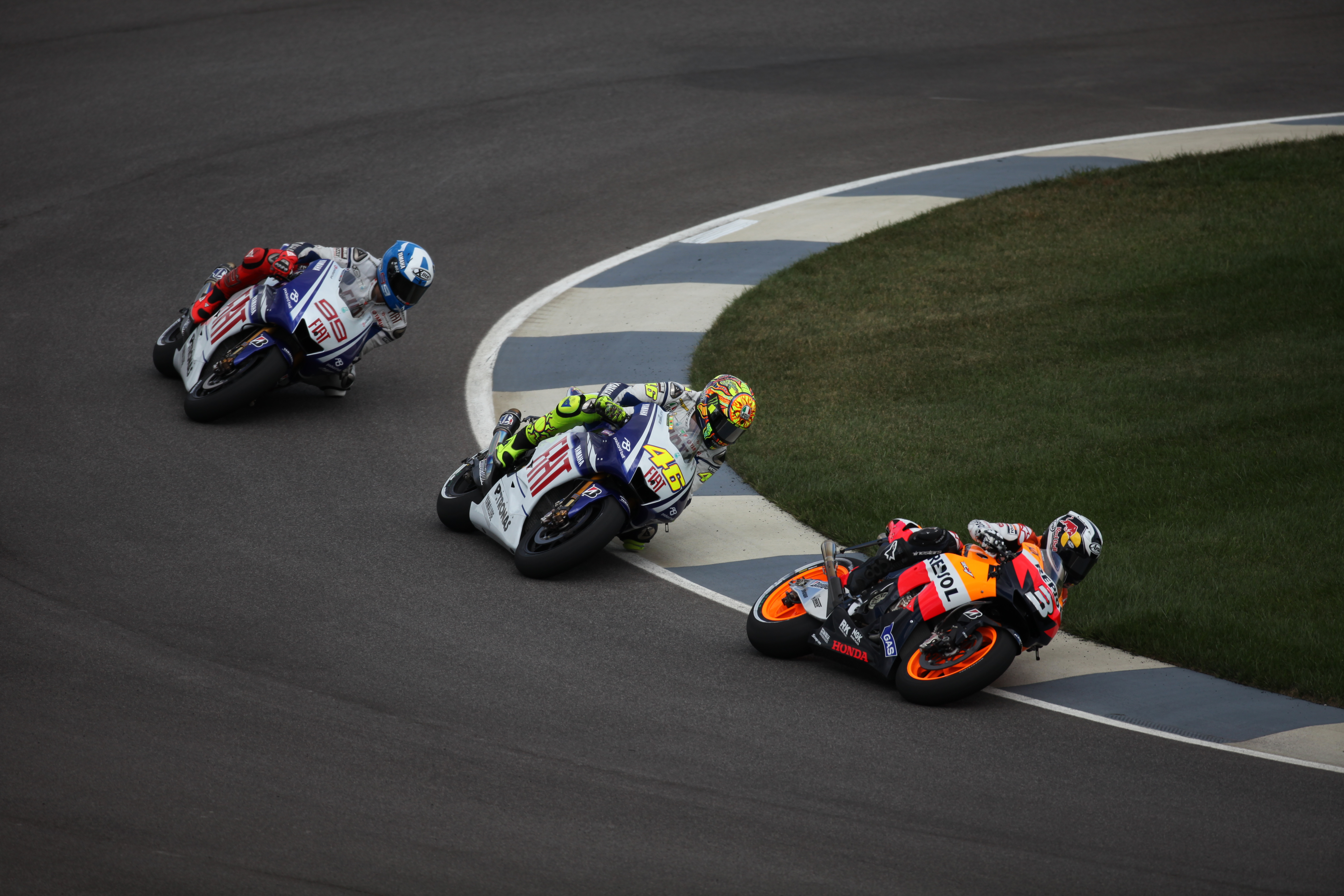
MotoGP-race van 2009.

#### Winnaars
| Jaar | Coureur         | Team   |
| ---- | --------------- | ------ |
| 2008 | Valentino Rossi | Yamaha |
| 2009 | Jorge Lorenzo   | Yamaha |
| 2010 | Dani Pedrosa    | Honda  |
| 2011 | Casey Stoner    | Honda  |
| 2012 | Dani Pedrosa    | Honda  |

#### Records
| Type                     | Datum            | Rijder       | Tijd      | Snelheid (km/h) |
| ------------------------ | ---------------- | ------------ | --------- | --------------- |
| vrije training (1 ronde) | 17 augustus 2012 | Dani Pedrosa | 1:39.783  | 152,181         |
| kwalificatie (1 ronde)   | 18 augustus 2012 | Dani Pedrosa | 1:38.813  | 153,675         |
| Race (1 ronde)           | 19 augustus 2012 | Dani Pedrosa | 1:39.088  | 153,232         |
| Race (28 ronden)         | 19 augustus 2012 | Dani Pedrosa | 46:39.631 | 151,871         |